# Ashton Lambie
Ashton Lambie (ur. 12 grudnia 1990 w Lincoln) – amerykański kolarz torowy, dwukrotny medalista mistrzostw świata.

## Kariera
Pierwsze medale w karierze zdobył w 2017 roku, kiedy był pierwszy w indywidualnym wyścigu na dochodzenie oraz drugi w omnium i wyścigu punktowym na torowych mistrzostwach USA. Na rozgrywanych dwa lata później igrzyskach panamerykańskich w Limie zwyciężył w drużynowym wyścigu na dochodzenie. Podczas mistrzostw świata w Berlinie w 2020 roku zdobył srebrny medal w indywidualnym wyścigu na dochodzenie. Rozdzielił tam Włocha Filippo Gannę i Francuza Corentina Ermenaulta. W tej samej konkurencji odniósł zwycięstwo na mistrzostwach świata w Roubaix w 2021 roku. Wyprzedził tam Włochów: Jonathana Milana i Filippo Gannę. Kilkukrotnie zdobywał medale mistrzostw panamerykańskich, w tym złote w indywidualnym i drużynowym wyścigu na dochodzenie w 2018 roku oraz w scratchu i indywidualnym wyścigu na dochodzenie w 2019 roku.